# Muros (Italia)
Muros (en sardo Mùros) es una localidad italiana de la provincia de Sassari, región de Cerdeña, con 817 habitantes.

## Evolución demográfica
| Gráfica de evolución demográfica de Muros entre 1861 y 2001 |
|                                                             |
| Fuente ISTAT - elaboración gráfica de Wikipedia             |